# Policzne
Policzne – przysiółek wsi Zawoja w Polsce, położony w województwie małopolskim, w powiecie suskim, w gminie Zawoja, w południowej części Zawoi, u podnóża Mosornego Gronia, w dolinie potoku Jaworzynka, przy drodze wojewódzkiej nr 957. Zlokalizowana jest tu dolna stacja kolei linowej na Mosorny Groń. Przechodzi tędy niebieski szlak turystyczny z Czatoży na Przełęcz Krowiarki.
W latach 1975–1998 przysiółek administracyjnie należał do województwa bielskiego.

## Zabytki
Obiekt wpisany do rejestru zabytków nieruchomych województwa małopolskiego.
- Kapliczka św. Jana Chrzciciela.